# B The Beginning
B: The Beginning è una serie original net anime prodotta da Production I.G e diretta da Kazuto Nakazawa e Yoshiki Yamakawa. La serie è composta da due stagioni: la prima, di 12 episodi, è stata diffusa il 2 marzo 2018 in tutto il mondo su Netflix. La seconda stagione, di 6 episodi, è stata distribuita il 18 marzo 2021 sempre su Netflix.

## Trama
In un mondo permeato dalla tecnologia avanzata, il regno di Cremona è invaso dalla criminalità: il giustiziere noto come "Killer B", infatti, ha gettato la città nel caos con un nuovo omicidio. Da qui, si intrecceranno le storie di Koku, Keith (brillante investigatore della Royal Investigation Service, o RIS), e di una misteriosa organizzazione criminale dagli scopi sconosciuti.

## Personaggi

### Personaggi principali
Keith Kazama Flick (キース・風間・フリック?, Kīsu Kazama Furikku)
Doppiato da: Hiroaki Hirata (ed. giapponese), Massimo Triggiani (ed. italiana)
Un eccentrico e scontroso investigatore, soprannominato "genio" per via del suo intuito formidabile. Dopo un periodo di assenza, torna a lavorare per la RIS per risolvere il caso di Killer B. Aveva una sorella, Erika, che è stata uccisa e orribilmente sfigurata otto anni prima dell'inizio della vicenda.
Koku (黒羽?)
Doppiato da: Yūki Kaji (ed. giapponese), Alessio Nissolino (ragazzo), Francesco Ferri (bambino) (ed. italiana)
Un ragazzo dagli occhi eterocromi che lavora come liutaio nel negozio del padre di Lily. In realtà è un regie estremamente potente che può trasformare il suo braccio destro in una lama ed è dotato di ali simili a quelle di un corvo. Quando combatte, il suo occhio sinistro si ingrandisce e assume un colore azzurro-verde, dalle venature rosse. Viene chiamato dai suoi simili "Re dalle ali nere".
Lily Hoshina (星名リリィ?, Hoshina Riryi)
Doppiata da: Asami Seto (ed. giapponese), Alessandra Bellini (ed. italiana)
Una giovane poliziotta buffa e apparentemente ingenua, in realtà nasconde un istinto fuori dal comune. È esteticamente molto simile alla defunta sorella di Keith, motivo per cui il detective cerca in ogni modo di mantenere le distanze con lei.

### Royal Investigation Service
Eric Toga (エリック・トガ?, Erikku Toga)
Doppiato da: Hiroki Tōchi (ed. giapponese), Dario Oppido (st. 1), Sergio Romanò (st. 2) (ed. italiana)
Il capo della sezione costiera della RIS.
Boris Meier (ボリス・マイアー?, Borisu maiā)
Doppiato da: Minoru Inaba (ed. giapponese), Stefano Oppedisano (ed. italiana)
Partner di Lily Hoshina sul campo.
Kaela Yoshinaga (吉永カエラ?, Yoshinaga Kaera)
Doppiata da: Ami Koshimizu (ed. giapponese), Benedetta Degli Innocenti (ed. italiana)
Esperta in informatica e abilissima hacker.
Mario Luis Zurita (マリオ・ルイス・ズリータ?, Mario Ruisu zurīta)
Doppiato da: Shintarō Tanaka (ed. giapponese), Antonino Saccone (ed. italiana)
Membro della RIS.
Brian Brandon (ブライアン・ブランドン?, Buraian Burandon)
Doppiato da: Toshiyuki Toyonaga (ed. giapponese), Danny Francucci (ed. italiana)
Membro della RIS.
Jean Henry Richard (ジャン・アンリ・リシャール?, Jan Anri Rishāru)
Doppiato da: Atsushi Goto (ed. giapponese), Luca Ciarciaglini (ed. italiana)
Membro della RIS.

### Market Maker
Gilbert Ross (ギルバート・ロス?, Girubāto Rosu)
Doppiato da: Toshiyuki Morikawa (ed. giapponese), Stefano Billi (ed. italiana)
Medico legale che collabora con la sezione costiera della RIS. È stato compagno di Keith all'università.
Minatsuki (皆月?)
Doppiato da: Kaito Ishikawa (ed. giapponese), Ismaele Ariano (adulto), Valentino Ionica (giovane) (ed. italiana)
È il leader dei regie che danno la caccia a Koku.
Laica (ライカ?, Raika)
Doppiato da: Yu Kitada (ed. giapponese), Gianluca Cortesi (ed. italiana)
È il braccio destro di Minatsuki. I suoi occhi sono quasi sempre nascosti da un paio di occhiali dalle lenti di colore diverso.
Izanami (イザナミ?)
Doppiata da: Mitsuki Saiga (ed. giapponese), Valentina Stredini (ed. italiana)
Un regie molto abile nel combattimento corpo a corpo.
Kamui (カムイ?)
Doppiato da: Kazuya Nakai (ed. giapponese), Paolo Macedonio (ed. italiana)
Il regie responsabile della prima azione dei MM all'interno della serie.
Takeru e Kukuri (タケル, ククリ?)
Doppiate da: Nozomi Kameda (ed. giapponese)
Due gemelle regie.
Quinn (クエン?, Kuen)
Doppiato da: Makoto Awane (ed. giapponese), Lorenzo Accolla (ed. italiana)
Un regie folle ed estremamente violento.

### Altri personaggi
Yuna (ユナ?)
Doppiata da: Satomi Satō (ed. giapponese), Simona Chirizzi (ragazza), Ludovica De Caro (bambina) (ed. italiana)
Una bambina della Jaura Blanca che aveva un forte legame con Koku. Una volta cresciuti, quest'ultimo farà di tutto per ritrovarla.
Kirisame (霧雨?)
Doppiato da: Takuma Terashima (ed. giapponese), Maurizio Merluzzo (ed. italiana)
Uno dei bambini della Jaura Blanca sopravvissuto al raid messo in atto contro la struttura. È il principale antagonista della seconda stagione.
Asagiri (朝霧?)
Doppiata da: Megumi Han (ed. giapponese), Erica Laiolo (ed. italiana)
Una regie di nuova generazione, alleata di Kirisame.
Yukikaze (雪風?)
Doppiato da: Kōki Uchiyama (ed. giapponese), Dario Sansalone (ed. italiana)
Uno dei bambini della Jaura Blanca.
Kazan (カザン?)
Doppiato da: Kenn (ed. giapponese), Ezio Vivolo (ed. italiana)
Uno dei bambini della Jaura Blanca.

## Episodi
| Nº | Trama |
| 1  | La sezione costiera della polizia del regno di Cremona indaga sul serial killer B, e il detective Flick soprannominato "genio" viene ingaggiato per scoprire l'identità dell'assassino. La notte dopo, un pazzo ingaggiato da un'organizzazione criminale allo scopo di attirare B guida un carro armato per la strada sparando alle persone e poi scompare. Il detective scopre che l'ubicazione del veicolo è nei pressi di una ferrovia ma sul posto arriva prima B che giustizia gli organizzatori dell'attentato e fa deragliare il treno.                                            |
| 2  | Market Maker è il nome di un'organizzazione criminale di cui non si conoscono i membri che mira a prendere B. Uno scienziato, Yellow ha creato un gas tossico per la MM ma ne è rimasto vittima, assieme ad un senatore. Gilbert, il medico della scientifica, non può trovare un antidoto per salvarlo. La polizia si infiltra al palazzo Patrimonio, dove il sindaco tiene una festa e, nonostante riesca a sventare un attentato alla vita del sindaco, viene a sapere che le vie di fuga sono state chiuse e sta per essere rilasciato il gas tossico.                                 |
| 3  | Kaela riesce a bloccare il sistema informatico della MM e a deviare il gas nelle stanze vuote dell'hotel. B viene attirato fuori città da un membro della MM che lo spinge a ricordare il suo passato. Keith prende la macchina di Boris e va verso il punto in cui si trova B, seguendo il suo istinto. Alla fine si scopre che il gas entrato nella sala era solo narcotizzante, ma la squadra di polizia è convinta che tutti quei piccoli casi irrisolti facciano parte di un unico gigantesco complotto.                                                                              |
| 4  | Koku cerca informazioni in biblioteca su Canopu, che ha dei legami con il suo passato, e per poco non incontra Keith, che proprio in quell'istante sta uscendo dalla biblioteca. Più tardi, Lily va a casa di Keith per chiedergli di farle più chiarezza sul mistero, ma il detective le intima di non immischiarsi, per il suo bene. Quella sera, Brandon viene ferito a sangue da un copycat di Killer B. |
| 5  | Keith all'ospedale riceve un orologio che Brandon aveva consegnato alle infermiere, individua nelle lancette il messaggio in codice "JHR" e chiede a Kaela di inviargli i nomi di tutto il personale del RIS degli ultimi cinque anni. Kaela scopre che nel computer di Brandon si era infiltrato un programma della MM per intercettare informazioni video, e mentre lo mostra a Lily, le ragazze vengono scoperte e le informazioni vanno perse. Keith individua il traditore e colpevole dell'attacco a Brandon, Jean Henry Richard, che però, si taglia la gola e incastra Keith.      |
| 6  | Koku incontra Keith che ha scoperto il significato del suo simbolo: è composto dal numero 13 e dal numero 4, e Koku lo lascia per far sapere a Yuna, la sua ragazza, che la sta cercando. Keith gli racconta di come sono nati i Promettenti, degli esseri umani geneticamente modificati, che ora sono chiamati Market Maker. Koku e Yuna fanno parte di loro ma sono diversi. Quella stessa notte Yuna trova Koku e mentre lo perdona per averla lasciata sola, il capo della MM li pugnala.                                                                                             |
| 7  | Minatsuki prende Yuna con sé e vorrebbe uccidere Koku, ma Keith finora rimasto nascosto, gli spara costringendolo a fuggire, e porta Koku nel suo appartamento. Mentre dorme, a Koku riaffiorano i ricordi: lui è il re delle ali nere e dopo un attacco della MM ai suoi simili, ha cancellato i suoi ricordi tranne quello di Yuna. Il capo della polizia manda un ultimatum al RIS che, se non troverà Keith entro 24 ore, verrà smantellato e ordina anche a Gilbert di indagare in segreto.                                                                                           |
| 8  | Lily decifra le formule scritte sul soffitto dell'appartamento di Keith e vede un volto femminile che le somiglia. Boris le spiega che si tratta della sorella di Keith, assassinata due anni prima. Il vero scopo di Keith, infatti, è scoprire il vero assassino, convinto che sia un essere soprannaturale, e Koku lo aiuta. Il vero assassino non è Death Keil, un Regie, e mentre Keith e Koku ne stanno parlando, sopraggiunge Lily che è riuscita a scoprire dove si trovano. Nel frattempo arriva un membro delle MM e Koku, per difendersi, si trasforma sotto gli occhi di Lily. |
| 9  | Koku uccide il membro della MM e Keith viene arrestato. Eric però decide di cedergli il comando del RIS per fargli continuare le indagini in segreto. Lily fa da esca per il secondo uomo, Gilbert che era sospettato da Keith, e dalla base vengono tracciati e seguiti in auto. Tuttavia in un autolavaggio, Gilbert si scambia con un regie e fa perdere le sue tracce. Lily è in pericolo ma Keith vuole continuare a indagare in segreto senza coinvolgere le altre squadre di polizia.                                                                                               |
| 10 | Koku si dirige verso il dirigibile dei Market Maker sfruttando le correnti ascensionali indicategli da Keith, che lesse sull'Epitaffio. Eric, Keith e Kaela scovano il laboratorio segreto di Gilbert ma al loro arrivo trovano solo 37 cadaveri e un letto ancora sporco del sangue di Lily. Keith intuisce che la ragazza si trova in un'altra stanza e, dopo averla trovata, fanno circondare l'edificio per catturare Gilbert, che però è già scappato. Dopo aver visto rifiutare la richiesta di aiuto di copertura da parte di Minatsuki, Gilbert si sente improvvisamente tradito.  |
| 11 | Koku raggiunge il dirigibile dei Market Makers ma non fa in tempo a trovare Yuna. Koku si scontra con il falso Minatsuki e, in un momento di follia, lo uccide. Lily si risveglia in ospedale e avverte il resto della squadra che Keith si è allontanato senza fare ritorno, così Eric decide di partire al suo inseguimento. Il vero Minatsuki porta via Yuna e fa esplodere il dirigibile, ma Koku la insegue. |
| 12 | Keith raggiunge il nascondiglio di Gilbert e, dopo una lunga discussione sulle loro personalità, gli spara alla fronte proprio mentre arriva il resto della sua squadra. Koku trova il nascondiglio dove si trova Yuna, ma Minatsuki lo tortura fino a staccargli il braccio sinistro. Koku riesce a far spuntare la spada sulla sua gamba sinistra e decapita Minatsuki. Nell'epilogo, Keith ottiene un nuovo lavoro alla polizia e Kirisame vuole avere la sua vendetta contro Koku. |

## Produzione
Netflix ha annunciato la produzione della serie il 25 febbraio 2016 comunicando che sarebbe stata composta da 12 episodi e sarebbe stata distribuita in 190 paesi in tutto il mondo. La serie avrebbe dovuto intitolarsi Perfect Bones, ma il titolo è stato successivamente cambiato in B: The Beginning.
Kazuto Nakazawa ha diretto la serie, ha progettato i personaggi ed è stato supervisore dell'animazione chiave, Yoshiki Yamakawa ha diretto la serie al fianco di Nakazawa, Katsuya Ishida ha scritto le sceneggiature e Yoshihiro Ike ha composto la musica.
Durante il Festival internazionale del film d'animazione di Annecy, Production I.G annuncia la produzione della seconda stagione della serie. A fine 2020 viene annunciato che la seconda stagione, intitolata B: The Beginning Succession, sarebbe uscita il 18 marzo 2021 a livello mondiale su Netflix.
La sigla di apertura Split B è cantata da Yoshihiro Ike. La sigla di chiusura della prima stagione, The Perfect World, è stata eseguita da Marty Friedman in collaborazione con il cantante Jean-Ken Johnny di Man with a Mission e Ken-Ken. La sigla di chiusura della seconda stagione, Be Down. è stata eseguita da ACCAMER.

## Ambientazione
La serie è ambientata in una città immaginaria, chiamata il Regno di Cremona, che trae ispirazione dalla città di Cremona, da Milano e da diversi altri luoghi della Lombardia.
In uno screenshot pubblicato su Reddit è chiaramente visibile Corso di Porta Romana e la torre Velasca. In altre sequenze appaiono il Torrazzo di Cremona e la Galleria XXV Aprile.